# Montúfar (kanton)
Montúfar – kanton w Ekwadorze, w prowincji Carchi. Stolicą kantonu jest San Gabriel.